# João Victor de Albuquerque Bruno
João Victor Albuquerque Bruno (Olinda, Brasil, 7 de noviembre de 1988) es un futbolista brasileño. Juega como centrocampista y su club actual es el Hyderabad F. C. de la Superliga de India.

## Clubes
| Club                     | País       | Año       |
| ------------------------ | ---------- | --------- |
| Clube Náutico Capibaribe | Brasil     | 2005-2007 |
| A. D. São Caetano        | Brasil     | 2008      |
| Treze F. C.              | Brasil     | 2008-2009 |
| P. F. C. Bunyodkor       | Uzbekistán | 2009-2010 |
| R. C. D. Mallorca        | España     | 2010-2015 |
| Anorthosis Famagusta     | Chipre     | 2015-2019 |
| Umm-Salal S. C.          | Catar      | 2019-2020 |
| O. F. I. Creta           | Grecia     | 2020      |
| Hyderabad F. C.          | India      | 2020-     |

## Palmarés

### Títulos nacionales
| Título             | Club            | País  | Año  |
| ------------------ | --------------- | ----- | ---- |
| Superliga de India | Hyderabad F. C. | India | 2022 |